# Мисийцы (Эсхил)
«Мисийцы» — трагедия древнегреческого драматурга Эсхила (первая половина V века до н. э.), посвящённая одному из эпизодов Троянской войны. Её текст полностью утрачен за исключением нескольких коротких фрагментов.

## Сюжет и судьба пьесы

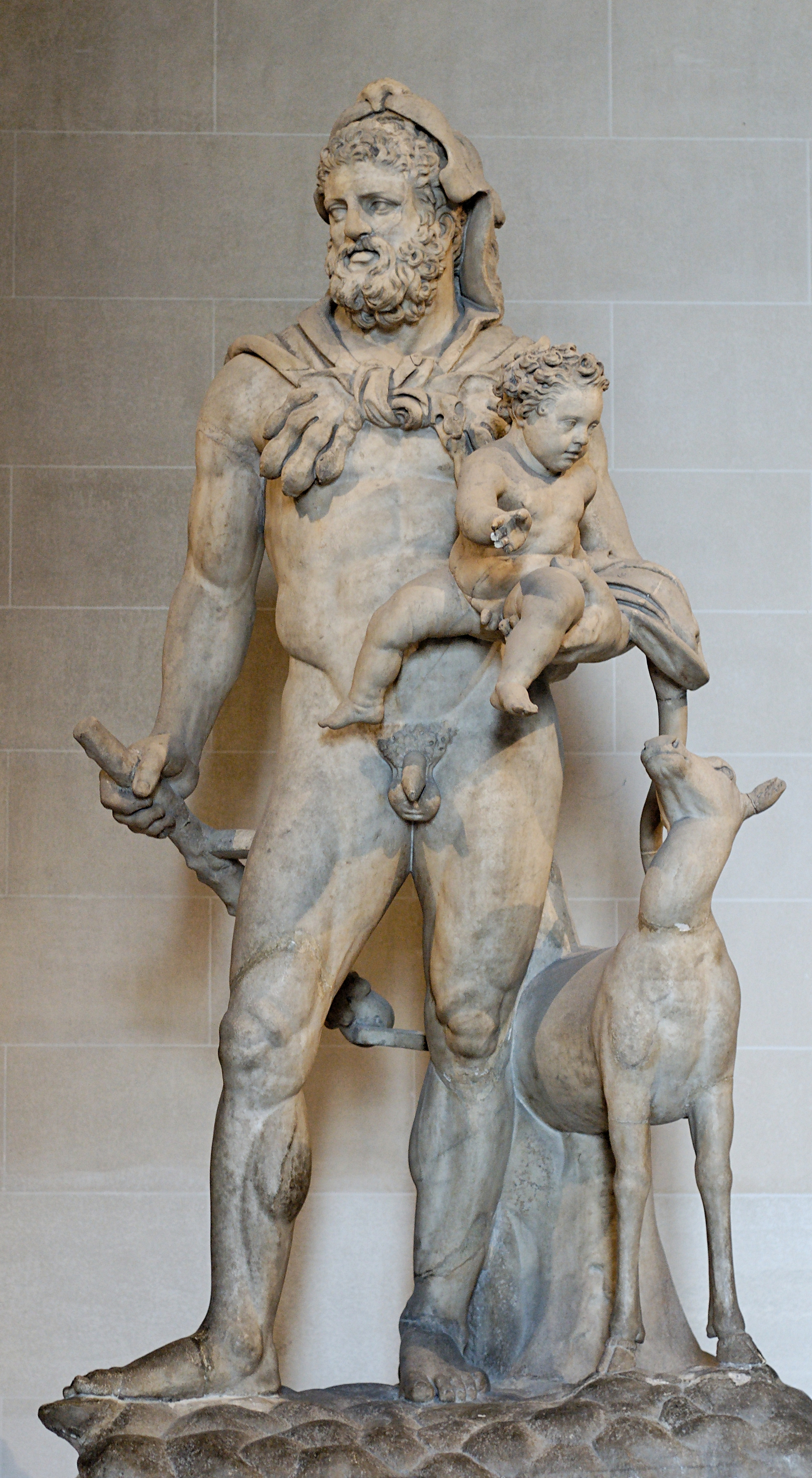
Геракл со своим сыном Телефом

«Мисийцы» — одна из трагедий Эсхила, относящихся к условному троянскому циклу. Она рассказывала о первом походе на Трою, во время которого ахейцы сбились с пути и высадились в Мисии. Местный царь Телеф встретил их с оружием в руках, в бою он был тяжело ранен, но и ахейцы понесли потери. Осознав свою ошибку, они решили не продолжать войну и вернулись в Грецию.
Эсхил написал в общей сложности девять пьес о Троянской войне. У антиковедов нет единого мнения о том, как эти произведения объединялись в циклы. Однако все согласны с тем, что продолжением «Мисийцев» была трагедия «Телеф». Текст «Мисийцев» утрачен почти полностью; сохранились только несколько фрагментов, в одном из которых Телеф обращается к реке Каик и «потокам Мисии» (это пролог), во втором кто-то из героев приветствует «первого жреца каикских струй», а в третьем рассказывается о нападении на Мисию ахейцев. «Я видел сам, — говорит один из персонажей трагедии, — был тверд их шаг в гуще копий».
Позже трагедию под названием «Мисийцы» написал и Софокл.